# Mohoidae
Mohoidae — родина горобцеподібних птахів, що вимерла в історичний час. Містить 5 видів.

## Таксономія
Традиційно, роди мого та кіоеа відносили до родини медолюбових (Meliphagidae) через дуже схожий зовнішній вигляд та поведінку. Тим не менше, дослідження ДНК музейних зразків 2008 року показав, що ці роди не належать до Meliphagidae. Найближчими родичами є омелюхові, пальмовикові і чубакові. Тобто Mohoidae не походять від австралійських медолюбів, а їхня схожість є яскравим прикладом конвергентної еволюції. Автори дослідження запропонували виокремити ці два роди родину Mohoidae.

## Поширення
Mohoidae були ендеміками Гавайських островів. Вимерли у XVIII—XX століттях. Останнім вимер у 1987 році мого алакайський.

## Опис
Це були птахи середнього розміру, завдовжки 20-30 см. Забарвлення яскраве. Хвіст довгий. Дзьоб довгий та зігнутий.

## Спосіб життя
Птахи мешкали у вологому тропічному лісі. Живилися нектаром та дрібними комахами.

## Види
До складу родини включають 5 видів у двох родах:
- Кіоеа (Chaetoptila)
  - Кіоеа (Chaetoptila angustipluma)
- Мого (Moho)
  - Оагу (Moho apicalis)
  - Мого великий (Moho bishopi)
  - Мого алакайський (Moho braccatus)
  - Мого гірський (Moho nobilis)